# Wilhelm Holm
Wilhelm Lorens (Lorentz) Holm, född 8 november 1809 i Stockholm, död 24 december 1877 i Maria Magdalena församling, Stockholm, var en svensk målarmästare och stentryckare (litograf).
Han var gift med Emilia Lovisa Nordvall(1814-1860). Holm var 1830- och 1840-talen verksam som litograf och stentryckare i Stockholm. Han tryckte bland annat planscherna till Lithografiskt Panorama 1835-1836 och Magasin för Nöje och Bildning 1840-1841. Holm är representerad med litografier vid Kungliga biblioteket i Stockholm.